# Palomar (romanzo)
Palomar è un romanzo di Italo Calvino pubblicato per la prima volta nel 1983.

## Struttura e riassunto

### Paratesto
Calvino dava molta importanza alla zona paratestuale dei suoi libri come di quelli degli altri. Il titolo Palomar è una scelta ponderata, onde evitare ogni tipo di distorsione nelle traduzioni.

La parola in spagnolo significa "colombaia", anche se per esplicita affermazione dell'autore ciò non ha nulla a che vedere col libro. Il legame infatti va cercato sicuramente con l'osservatorio astronomico statunitense ma anche in un'associazione mentale con la parola "palombaro": Palomar "è come un palombaro che s'immerge nella superficie".

Anche l'immagine in copertina della prima edizione è stata scelta da Calvino. Si tratta del Disegnatore della donna coricata di Albrecht Dürer, il cui legame col protagonista è chiaro: entrambi cercano, procedendo per parti, di raggiungere una rappresentazione della realtà il più possibile fedele.
Alla fine del volume, prima dell'indice, l'autore pone una nota esplicativa, una specie di ricetta di cui si è servito per accostare i vari testi che risultano così allineati secondo uno schema di proporzioni. Essa ci spiega il senso dei numeri accostati ai capitoli e agli intertitoli nell'indice.
Le cifre 1, 2, 3, che numerano i titoli dell'indice, siano esse in prima, seconda o terza posizione, non hanno solo un valore ordinale ma corrispondono a tre aree tematiche, a tre tipi di esperienze e di interrogazione che, proporzionati in varia misura, sono presenti in ogni parte del libro.
Gli 1 corrispondono generalmente a un'esperienza visiva, che ha quasi sempre per oggetto forme della natura: il testo tende a configurarsi come una descrizione.
Nei 2 sono presenti elementi antropologici, culturali in senso lato, e l'esperienza coinvolge, oltre ai dati visivi, anche il linguaggio, i significati, i simboli. Il testo tende a svilupparsi in un racconto.
I 3 rendono conto di esperienze di tipo più speculativo, riguardanti il cosmo, il tempo, l'infinito, i rapporti tra l'io e il mondo, le dimensioni della mente. Dall'ambito della descrizione e del racconto si passa a quello della meditazione.
L'indice ripartisce queste proporzioni secondo un modello combinatorio estremamente regolare e compiuto. Tale ricetta risponde innanzitutto al piacere dell'autore per il gioco matematico. Che di fatto i testi riescano a seguire con giudizio queste regole di contenuto è tutto da dimostrare, basti pensare a come il testo indicizzato 1.1.1 (Lettura di un'onda), cioè quello che più di tutti dovrebbe essere strettamente limitato all'esperienza visiva, comporti invece già riflessioni estreme su questioni speculative come quella sul concetto d'infinita complessità della realtà.
I 27 testi sono divisi secondo una disposizione matematica di 3 elementi a 3 a 3.

### Trama
Palomar, dapprima in vacanza, poi in città ed infine immerso nei suoi silenzi, conduce per mano il lettore illustrandogli un nuovo metodo di approccio al mondo.

Influenzato certamente dalla poetica osservativa di Francis Ponge, Calvino dà a Palomar non la capacità di guardare, bensì la voglia di farlo. Ed è attraverso le sue osservazioni forzate fino al più piccolo particolare che Calvino conduce il lettore verso aspetti diversi dell'esistenza: dalla più banale delle cose, come il riflesso del sole sul mare, sino ai più affascinanti misteri quali le iscrizioni tolteche a Tula in Messico...
Palomar ha una moglie ed una figlia girovaga per il mondo, non ha molta familiarità con la specie umana, non sembra avere molti conoscenti e ha il vizio di non parlare; è insomma, un taciturno e un solitario, più portato alla riflessione che allo scambio.

## Temi

### Silenzio e parola
Rinchiuso nel suo involucro, Palomar si avvicina in modo enigmatico alla figura di Agilulfo, il cavaliere inesistente. Palomar così sembra non possedere un corpo, non si ha una sua descrizione precisa, sembra essere fatto di solo pensiero. Agilulfo infatti dà forma alla sua armatura nella quale vi è solo spirito, uno spirito impeccabile e perfezionista che spesso si scontra con le idee degli altri personaggi corporei.
Questo tema dello scontro con la gente è centrale anche in tutto Palomar, dove il protagonista vive nel suo mondo e non riesce a far partecipare nessun altro dei suoi pensieri. Quando ci prova, i risultati sono quantomeno disastrosi: sia quando prova a comunicare i propri pensieri ad un gorilla albino; sia quando davanti ad un monumento zen non gli riesce di ottenere quell'elevazione spirituale che sarebbe auspicabile, perché continuamente sballottato dalla massa "troppo corporea" della folla; o ancora quando, convinto di aver raggiunto l'armonia con l'universo, s'immagina di poter migliorare tutte le sue relazioni umane, mentre al contrario ogni tipo di contatto con un uomo gli procura ansia.
Si crea in questo senso il distacco dalla società. Gli scambi di Palomar con i suoi simili sono rari: quando presenti sono, più che veri e propri scambi comunicativi, dei borbottii da balbuziente ai limiti della crisi del linguaggio alla Ionesco.

Ne Il fischio del merlo, Palomar comunica praticamente per monosillabi con sua moglie: i due stanno osservando dei merli, o piuttosto Palomar "osserva" il loro fischiare; è in queste pagine che prende forma il tema del linguaggio come sistema di segni.

Il parlare umano è paragonato al fischiare dei merli, il significato è insomma, ridotto alla cellula essenzialmente fonetica del significante, di modo che il significato assume pari valore del silenzio: suono e non-suono, detto e non-detto. In ogni attività comunicativa la preponderanza del messaggio può venire allora sia dai significanti (siano essi contenitori di significato o meno), sia dal non detto: "il problema è capirsi". Si giustifica così la taciturnità di Palomar e al contempo, la sua difficoltà nell'espressione orale, difficoltà che abbiamo già incontrata in Del mordersi la lingua:
«devo pensare non solo a quel che sto per dire o non dire, ma a tutto ciò che se io dico o non dico sarà detto o non detto da me o dagli altri».

### Anti-antropocentrismo
Palomar è bersagliato dal mondo esterno, è continuamente stimolato dalla natura. Non sono i problemi legati alla psicologia che lo interessano, non è la messa in evidenza dell'essere umano come forma prima e più importante della natura; lo interessa piuttosto lo stretto legame che intercorre tra questo "pezzo del mondo" e l'uomo con il resto del mondo. In ogni caso, Palomar è specchio fedele della predilezione di Calvino per una letteratura legata: «a una delle prime spiegazioni del mondo dell'uomo primitivo, l'animismo».
In La contemplazione delle stelle, il signor Palomar ha deciso di osservare le stelle: si munisce perciò, di varie mappe della volta celeste al fine di individuare con precisione scientifica l'esatta posizione delle costellazioni; ciononostante è convinto che «per riconoscere una costellazione, la prova decisiva è vedere come risponde quando la si chiama».
Nel testo Un chilo e mezzo di grasso d'oca il protagonista si trova in fila in una charcuterie parigina circondato da ogni tipo di manicaretti. Travolto da una forsennata ghiottoneria si aspetta da tutte le delizie che sono sugli scaffali un segno d'amicizia, ma nulla succede: «forse per quanto sinceramente egli ami le galantine, le galantine non lo amano». Questa serie di situazioni, in cui è la natura antropomorfizzata a dover muover incontro all'individuo, ben esemplifica l'atteggiamento di rifiuto della centralità dell'uomo.
Altri e vari sono i temi trattati da Palomar nei suoi andirivieni tra realtà e riflessione. Sono temi d'ordine contemplativo come l'osservazione tramite un telescopio dei pianeti del sistema solare; d'ordine sociale-antropologico, come la dipendenza dell'uomo dalla razza bovina e in generale, la sua necessità nel procacciarsi le basi materiali all'esistenza; o sono d'ordine più filosofico di speculazione sul senso dell'esistenza.

Rimane quindi costante l'idea dell'incertezza che caratterizza la scienza legata ad un sistema instabile nel quale il minimo errore si amplifica: è il tema della natura come struttura non completamente confinabile entro i limiti della conoscenza umana.

### L'Idioletto di Palomar
Palomar è un uomo tranquillo, un po' nervoso a causa del mondo "troppo" dinamico che lo circonda e che lo porta ad isolarsi, isolamento nel quale riesce a ritagliarsi lo spazio per ragionare su di esso e tradurlo nel suo sistema di segni per estendere la validità dell'osservazione a tutta la realtà.

Inoltre assimilare il mondo, non è facile come sembra, come potrebbe apparire da una prima rapida osservazione. Per Palomar osservare il mondo significa capirlo nella sua dinamica al dettaglio. È così che lo troviamo su una spiaggia nel tentativo di: «vedere un'onda, cioè di cogliere tutte le sue componenti simultanee senza tralasciarne nessuna»; oppure lo incontriamo inginocchiato sul prato del suo giardino intento a distinguere ogni filo d'erba ed a tentarne una classificazione. Immancabilmente l'operazione, anche se ristretta in confini definiti, non porta al successo, la molteplicità della realtà non è mai percepibile appieno.

Posta questa premessa, già di per sé infruttuosa, l'attenzione di Palomar si sposta sull'aspetto intellettivo della sua osservazione: passa a cercare di tradurre la realtà del mondo in un sistema di segni o modelli applicabili a tutte le cose. Così, se riuscisse nell'intento di vedere un'onda, la «seconda fase dell'operazione» sarebbe quella di «estendere questa conoscenza all'intero universo».

Così troviamo il signor Palomar nel suo giardino che: «non pensa più al prato: pensa all'universo. Sta provando ad applicare all'universo tutto quello che ha pensato del prato». Ma la seconda fase, fallita la prima, non può aver successo.

In tutto il libro, ad ogni passo del protagonista, centrale è il suo sguardo sul mondo. Uno sguardo applicato al mettere in ordine la realtà, a discernere i fenomeni più piccoli al fine d'incasellarli in un immenso catalogo dei modelli da applicare alla natura. Ad ogni cosa ad ogni fenomeno Palomar si piega con il desiderio di sviscerarne il funzionamento, di darne una definizione precisa.

È in questo modo che ci racconta le corse di due giraffe: nel testo di cui abbiamo già detto essendo il primo della lunga serie d'apparizioni del signor Palomar sul Corriere della Sera. Questi animali avendo le gambe posteriori molto più corte di quelle anteriori non possono che muoversi con un ritmo a prima vista assolutamente squilibrato, di una disarmonia affascinante. Ma c'è in esse qualche cosa, che per Palomar sono le macchie irregolari della loro pelliccia, qualche cosa che funge da elemento unificatore e che dona a questi sghembi animali una complicata armonia.

Così le giraffe sono un: «meccanismo costruito mettendo insieme pezzi provenienti da macchine eterogenee, ma che tuttavia funziona perfettamente». 

Capita poi che il nostro personaggio si ritrovi in una formaggeria e non possa fare a meno di pensare a una possibile classificazione di tutti i formaggi: «a seconda delle forme - a saponetta, a cilindro, a cupola, a palla -, a seconda della consistenza - secco, burroso, cremoso, venoso, compatto -, a seconda dei materiali estranei coinvolti nella crosta o nella pasta - uva passa, pepe, noci, sesamo, erbe, muffe...»
Questo bisogno di classificare, organizzare, sistematizzare sembra implicare una forte spinta alla creazione di modelli e sistemi di modelli da applicare alla realtà.

In verità Palomar, dopo lunghi ragionamenti, si trova più a suo agio nel cercare di capire quelle cose che non possono rientrare in un modello, preferisce cercare di capire tutto ciò che «avviene nonostante» i modelli.

Si capisce meglio a questo punto, il perché sorga una continua insicurezza alla fine d'ogni sua indagine; ogni qualvolta Palomar sembra essere giunto vicino alla soluzione, cioè dopo attenta osservazione e dopo aver elaborato un'instabile teoria "senza-modelli" applicabile a tutto, il ragionamento confrontato all'esperienza si sgretola fra le mani del nostro personaggio. 

Ne Il seno nudo, Palomar passeggia sulla spiaggia dove scorge una bagnante che prende il sole a seno nudo. Così quando egli le passa accanto pone lo sguardo ovunque ma non su quei seni «istituendo una specie di reggipetto mentale», assumendo insomma un «atteggiamento indiscreto» perché quello che non sta guardando, lo sta pensando, «e retrivo» perché afferma ancora il tabù della vista del seno nudo. Quindi decide di ritornare sui suoi passi, ma questa volta al passar davanti alla bagnante fa in modo che il seno sia parte di un paesaggio omogeneo. Tentenna, riflette e giunge alla conclusione di essersi comportato da maschilista, avendo considerato la donna tal quale ad un oggetto. Fa altri due tentativi finché è convinto di dare alla bagnante col seno nudo il giusto peso nel suo sguardo sulle cose passandole accanto, fino a quando è convinto insomma, di non molestarla più in alcun modo. Ma proprio allora la ragazza si alza scocciata, sbuffando si riveste e fugge via. Convinto di aver per le mani la soluzione, ecco che la realtà gliela confuta.

Questo brano è anche esemplare per la tecnica a tentativi che accompagna la ricerca della giusta comprensione delle cose. L'insicurezza, conseguenza della volontaria eliminazione d'ogni modello e della perpetua instabilità dei risultati della ricerca intellettuale, si ripercuote di ragionamento in ragionamento instaurando una vera e propria sicurezza del dubbio filosofico.
Nel brano Il mondo guarda il mondo, il signor Palomar, osservatore per scelta e non per vocazione, decide che la sua attività sarà guardare le cose doppiamente attento. 

Prima ipotesi: è sicuro che così il mondo gli si svelerà meraviglioso e infinitamente ricco. Si applica dunque a guardare tutto ciò che gli «capita a tiro: ma non gliene viene alcun piacere, e smette. Segue una seconda fase in cui egli è convinto che le cose da guardare sono solo alcune e non altre», ma si rende conto che questo implica delle scelte, delle gerarchie e, insomma, l'intromissione del suo io, e il suo io rovina sempre tutto: bisogna allora che egli trovi il modo di guardare senza l'io. Come si fa? Ricomincia il ragionamento, che in un primo tempo aveva dato risultati inapplicabili, e comincia la serie di dubbi. 

Seconda ipotesi: l'io è affacciato ai suoi propri occhi-finestra e guarda il mondo: «Dunque: c'è una finestra che s'affaccia sul mondo». Primo dubbio: «Di là c'è il mondo; e di qua?» 

Terza ipotesi questa volta un po' titubante: «Sempre il mondo: cos'altro volete che ci sia?». Palomar, dedotti questi principi basilari, si prepara a mettere il tutto in pratica: «con un po' di concentrazione [...] riesce a spostare il mondo da lì davanti e sistemarlo affacciato al davanzale». Secondo dubbio: «Allora fuori dal mondo cosa rimane?». 

Quarta ipotesi: «Il mondo anche lì, che per l'occasione s'è sdoppiato in mondo che guarda e in mondo che è guardato». Terzo dubbio: «E lui, detto anche io, cioè il signor Palomar? Non è anche lui un pezzo di mondo che sta guardando un altro pezzo di mondo? Oppure, dato che c'è mondo di qua e mondo di là dalla finestra, forse l'io non è altro che la finestra attraverso la quale il mondo guarda il mondo».

A questo punto Palomar tenta per la terza volta di comprovare con l'esperienza il suo raziocinio: «Dunque, d'ora in avanti Palomar guarderà le cose dal di fuori e non dal di dentro; ma questo non basta: le guarderà con uno sguardo che viene dal di fuori, non dal dentro di lui. Cerca di far subito l'esperimento: ora non è lui a guardare, ma il mondo di fuori che guarda fuori. Stabilito questo egli gira lo sguardo intorno in attesa d'una trasfigurazione generale. Macché».
Il racconto va ancora avanti ma lo si riprenderà solo tra poco quando avremo fissato un altro procedimento dell'analisi palomariana della realtà che ci aiuterà a capire il seguito.

Si è affermato che tutte le sfide intellettuali che Palomar si pone, finiscono inesorabilmente con la sconfitta del metodo di fronte alla realtà. Ci si dovrà perciò, dando ragione al buon senso, prima o poi trovare davanti a un personaggio assolutamente frustrato, o perlomeno abbastanza disinibito da decidere di lasciar perdere queste sue folli peregrinazioni filosofiche sempre sconclusionate. Ebbene no, il periplo mentale di Palomar col progredire del libro, e dunque coll'inoltrarsi sempre più nel dominio della meditazione, secondo i punti della nota esplicativa, tende invece a toccare territori sempre più inestricabili.

Questo naturalmente aumenta la tensione maieutica. È proprio questo termine socratico quello che più s'addice al dubbio di Palomar, non è un dubbio sterile, esso chiede di venire alla luce e concretarsi anche se questo concretarsi non potrà che essere un fallimento. Dunque l'insegnamento di Palomar non è tanto all'arrendersi di fronte all'inspiegabile, quanto un invito alla pratica del ricominciare.

L'insicurezza della conoscenza in generale dà vita al dubbio, e questo dubbio dà vita a un altro strumento dell'atteggiamento mentale palomariano: l'autocorrezione. Una volta indagato a fondo un problema partendo da determinati principî, se la soluzione non si trova, Palomar non fatica a far saltar le basi impiantandone di nuove, in maniera da far crollare il castello d'ipotesi e dubbi precedenti e dar sfogo ad un'altra via. Torniamo allora a Il mondo guarda il mondo.

Si era rimasti a un Palomar deluso dall'esito ancora negativo di un'esperienza che prevedeva, grazie a un nuovo metodo di osservazione, una trasfigurazione generale del mondo osservabile. A questo nuovo scacco ecco la reazione: «Bisogna ristudiare tutto da capo». Ora, il ragionare del nostro eroe continua fino a giungere ad una soluzione che sembra la più possibile... l'argomentazione si ferma, ma non perché essa sia giusta e provata dalla realtà, ma perché non se ne può fare l'esperienza in modo volontario. È uno dei pochissimi testi in cui l'esito del tour mentale non è esplicitamente negativo, resta ad ogni modo un esito inattendibile, non supportato dalla prova fattuale.
Ancora una volta l'opera di Calvino presenta al lettore la realtà come una rete di linee che si intersecano, o meglio presenta al lettore il complesso intreccio di maglie nel quale la mente umana può decidere di districare delle vie per giungere a un'interpretazione possibile della realtà. Naturalmente questa realtà è essa stessa un groviglio, ed è per questo che le interpretazioni possibili sono multiple: «Che sollievo se riuscisse ad annullare il suo io parziale e dubbioso nella certezza d'un principio da cui tutto deriva! Un principio unico e assoluto da cui prendono origine gli atti e le forme? Oppure un certo numero di principî distinti, linee di forza che s'intersecano dando una forma al mondo quale appare, unico, istante per istante?» si chiede Palomar galleggiando sul mare ne La spada del sole.

L'incertezza, il dubbio, l'ostinazione intellettuale caratterizzano ancora il signor Palomar.

### Le equivalenze linguistiche del procedimento dubitativo
Sviscerati i movimenti mentali, contenuto del testo, rimane da indagare di quali strumenti linguistici l'autore si serve per realizzare queste dinamiche che paiono così sfuggevoli. 

Vi è la constatazione centrale dell'impotenza della lingua in certe occasioni, cioè della sua impossibilità di dire tutto. Questo non poter dire tutto corrisponde a dire forse qualcosa. Ne deriva un Calvino che oscilla tra il linguaggio della fredda esattezza scientifica propugnato dalle teorie di Barthes e il linguaggio tutto ghiribizzi e capriole della scuola di Queneau.

Questo tentennare tra i due diversi poli si traduce in un continuo riformulare per correzioni successive una stessa cosa. Laddove sembra che la parola possa esaurire il contenuto, Calvino trova insicurezza, spinge allora la lingua a una continua puntualizzazione e a una maggiore distinzione, lascia che per gioco di ipotesi e congetture la lingua stessa rimetta in causa i suoi contenuti. Questo comporta un effetto di amplificatio che si realizza con la compresenza di due strumenti linguistici: la correctio e la dubitatio dei quali abbiamo già visto gli effetti narrativi ma che ora analizziamo linguisticamente.

La correzione utilizza prevalentemente particelle oppositive di carattere forte quali "ma" e "però", ma pure costrutti che tendono a mettere sullo stesso piano due affermazioni che sono concettualmente opposte: "nello stesso tempo", "è anche vero", ecc. La correzione può essere anche solo una sfumatura sul contenuto appena espresso, si utilizzano allora congiunzioni testuali del tipo "insomma", "comunque", ecc.

La componente del dubbio è invece tipicamente espressa nella lingua dalle interrogative. Calvino utilizza, come abbiamo già visto per il testo Il mondo guarda il mondo, questo strumento anche a cascata, accostando interrogative a interrogative di modo da creare un senso d'indeterminato anche quando dà una risposta, risposta che diviene a sua volta fonte di un dubbio e dunque di una domanda e così di seguito.

È lo schema alla base della sua riflessione sui segni in Serpenti e teschi, dove ogni segno non è vacua incisione su un supporto bensì latore di significati, è dunque un simbolo e in quanto tale può essere tradotto, ma ogni traduzione necessita di un'altra traduzione e così di seguito. Altro strumento per esplicitare il dubbio è la particella "forse" carica d'insicurezza, insicurezza aumentata se accompagnata da "oppure" che offre all'incerta soluzione un'alternativa non meno incerta.

### Conclusioni
Finora si è parlato volutamente del signor Palomar come entità a sé, distinta dall'autore. In verità la figura di questo personaggio si sovrappone quasi totalmente a quella di Calvino. La famiglia (moglie e una figlia), il lavoro (quello di Palomar non è definito con chiarezza ma lascia supporre che si tratti proprio dello stesso di Calvino), i viaggi fatti (Messico, Spagna,... ) e i luoghi abitati (Roma, Parigi), l'età matura, la passione per l'astronomia financo la miopia sono dati che tra i due combaciano. Se ne deduce senza troppa sorpresa che Palomar è, di fatto, Calvino e che il libro è un'opera d'autobiografismo circoscritto.

Questa osservazione implica che tutto il libro sia referenziale, ossia che faccia riferimento a un contesto extralinguistico ben fissato e non influenzato da fattori immaginari. Questa peculiarità dà a Palomar un carattere di oggettività e una forza morale che lo situano come opera di tipo pedagogico. Ma la lettura di questo breve romanzo può anche limitarsi alla facciata realistica della descrizione, che è la tipologia testuale che domina, man mano commista alla narrazione e alla meditazione. I livelli di lettura si spostano, dunque, a seconda di chi usufruisce dell'opera, che può essere ora saggio, ora romanzo, ora raccolta di racconti.

Collegato a questa mobilità dei livelli di fruizione vi è senz'altro il grado di partecipazione del lettore, di interattività. Come Palomar può essere letto con la più totale passività, così esso può essere percorso con un atteggiamento di maggiore libertà nelle scelte dei percorsi. Si ha comunque l'impressione che l'autore abbia preferito tracciare un confine al territorio dello scritto, bloccando ogni altra possibilità di sviluppo di Palomar e, per contro, aprendo al lettore il ben più vasto territorio della speculazione personale.
Questo libro può essere considerato un'opera scritta completa, a struttura chiusa, nonostante la facile moltiplicazione delle possibilità combinatorie, non solo perché Calvino uccide nel commiato il suo personaggio, sancendo in questo modo la vittoria della concreta realtà sull'astratto intellettualismo, ma anche perché si è raggiunto il gradino più alto della scala descritta nella nota esplicativa, si è raggiunto il culmine della meditazione oltre al quale solo il silenzio heideggeriano, di una «distesa di neve bianca», può regnare.

Ma questo libro può essere considerato anche un'opera speculativa incompleta, a struttura aperta, nonostante l'ineluttabilità della morte di Palomar, non solo per quanto già detto, ma anche perché Calvino riassume così la storia di Palomar: «Un uomo si mette in marcia per raggiungere, passo a passo, la saggezza. Non è ancora arrivato».

## Curiosità
- Nel telefilm Alias, nella puntata 12 della terza stagione, l'agente Vaughn legge Palomar sull'aereo.
- Nel telefilm Bordertow (serie TV finlandese), nella puntata 1 della terza stagione, l'ispettore di polizia Kari Sorjonen nomina Calvino e "Palomar".

## Edizioni
in italiano
- "Supercoralli", Einaudi, Torino 1983 ISBN 88-06-05679-4
- "Nuovi coralli" n. 390, Einaudi, Torino 1987 ISBN 88-06-59846-5
- "Libri di Italo Calvino", Mondadori, Milano 1990 ISBN 88-04-33510-6
- "Opere di Italo Calvino" n. 13, con uno scritto di Seamus Heaney, Mondadori, Milano 1994 ISBN 88-04-37990-1 ISBN 978-88-04-37990-4
- "Oscar Moderni", con presentazione dell'autore e uno scritto di Seamus Heaney, Mondadori libri S.p.A., Milano 2016 [1]

in altre lingue
- trad. inglese di William Weaver, 1985
- trad. francese di Jean-Paul Manganaro, 1985
- trad. greca di Antaios Chrysostomidēs, 1985
- trad. svedese di Viveca Melander, 1985
- trad. norvegese di Marie Aalen, 1986
- trad. danese di Lene Waage Petersen, 1986
- trad. tedesca di Burkhart Kroeber, 1987
- trad. giapponese di Tadahiko Wada, 1988
- trad. finlandese di Liisa Ryömä, 1988
- trad. serba di Aleksandar V. Stefanović, 1989
- trad. portoghese di Ivo Barroso, 1990
- trad. turca di Rekin Teksoy, 1991
- trad. ebraica di Gayo Shiloni, 1993
- trad. catalana di Maria Antònia Oliver, 1994
- trad. russa di Natalija Stavrovskaja, 1994
- trad. ungherese di Szénási Ferenc, 1999
- trad. spagnola di Aurora Bernárdez, 2001
- trad. olandese di Henny Vlot, 2003
- trad. romena di Geo Vasile, 2004
- trad. polacca di Alina Kreisberg, 2004
- trad. vietnamita di Ngọc Thăng Vũ, 2004
- trad. polacca di Alina Kreisberg, 2004
- trad. cinese di Tianyou Xiao, 2006
- trad. slovena di Alenka Jovanovski, 2008
- trad. in esperanto di Nicolino Rossi, 2023